# 嘉穂無線ホールディングス
嘉穂無線ホールディングス株式会社（かほむせんホールディングス）は、福岡県福岡市中央区にある持株会社である。
ラジオパーツ・アマチュア無線専門の小売業として設立された嘉穂無線株式会社を起源とする。傘下に4つのグループ企業を有している。
持株会社化以前の嘉穂無線株式会社については、株式会社グッデイの項も参照。

## グループ会社
- 株式会社グッデイ - ホームセンター運営
- 株式会社イーケイジャパン - 電子ホビー商品等の製造、販売
- 株式会社カホエンタープライズ - データ分析
- カホパーツセンター株式会社 - 電子パーツ販売

## 沿革
- 1949年 - ラジオ・アマチュア無線 パーツ小売事業創業。
- 1950年 - 嘉穂無線株式会社設立。
- 1994年 - 株式会社イーケイジャパン設立（嘉穂無線株式会社から分社化）
- 1999年 - カホパーツセンター株式会社[1]設立。嘉穂無線より同社へ電子パーツ小売事業を譲渡[2]。
- 2002年 - 株式会社イーケイジャパンが嘉穂無線傘下から独立する。
- 2007年 - 嘉穂無線ホールディングス株式会社へ改称。新たに子会社として嘉穂無線株式会社設立。
- 2014年 - 株式会社イーケイジャパンを再子会社化。
- 2016年 - 嘉穂無線株式会社から株式会社グッデイに商号変更。
- 2017年 - 株式会社カホエンタープライズ設立。
- 2023年 - カホパーツセンター株式会社を買収。電子パーツ販売事業を再開[3]。